# Stortjärnen (Solleröns socken, Dalarna, 675481-142764)
Stortjärnen är en sjö i Mora kommun i Dalarna och ingår i Dalälvens huvudavrinningsområde. Sjön har en area på 0,052 kvadratkilometer och ligger 253,9 meter över havet.

## Delavrinningsområde
Stortjärnen ingår i det delavrinningsområde (675490-142589) som SMHI kallar för Mynnar i Siljan. Medelhöjden är 278 meter över havet och ytan är 36,13 kvadratkilometer. Räknas de 21 avrinningsområdena uppströms in blir den ackumulerade arean 247,04 kvadratkilometer. Ryssån som avvattnar avrinningsområdet har biflödesordning 2, vilket innebär att vattnet flödar genom totalt 2 vattendrag innan det når havet efter 313 kilometer. Avrinningsområdet består mestadels av skog (82 procent). Avrinningsområdet har 0,05 kvadratkilometer vattenytor vilket ger det en sjöprocent på 0,1 procent. Bebyggelsen i området täcker en yta av 0,29 kvadratkilometer eller 1 procent av avrinningsområdet.